# Astegopteryx jamuritsu
Astegopteryx jamuritsu är en insektsart. Astegopteryx jamuritsu ingår i släktet Astegopteryx och familjen långrörsbladlöss. Inga underarter finns listade i Catalogue of Life.